# Směr (družstvo)
Směr, výrobní družstvo bylo založeno v roce 1952. Vyrábí hračky, plastikové modely, plastové fólie a plastové díly.

## Historie
V polovině sedmdesátých 20. století let byly od italské společnosti Artiplast odkoupeny formy pro výrobu modelů letadel v měřítku 1:50, v řadě případů byly výlisky shodné s modely americké společnosti Aurora z padesátých let. Následovaly modely v měřítku 1:72 z forem od francouzské firmy Heller. V roce 2014 byly zakoupeny starší formy na modely v měřítcích 1:72 a 1:48, které v druhé polovině dvacátého století připravili nástrojaři prostějovských Kovozávodů a nástrojaři závodu OEZ v Jablonném nad Orlicí.

## Některé výrobky
- Série modelů aut Kliklak
- Série modelů aut Minitruck